# Shar Pei

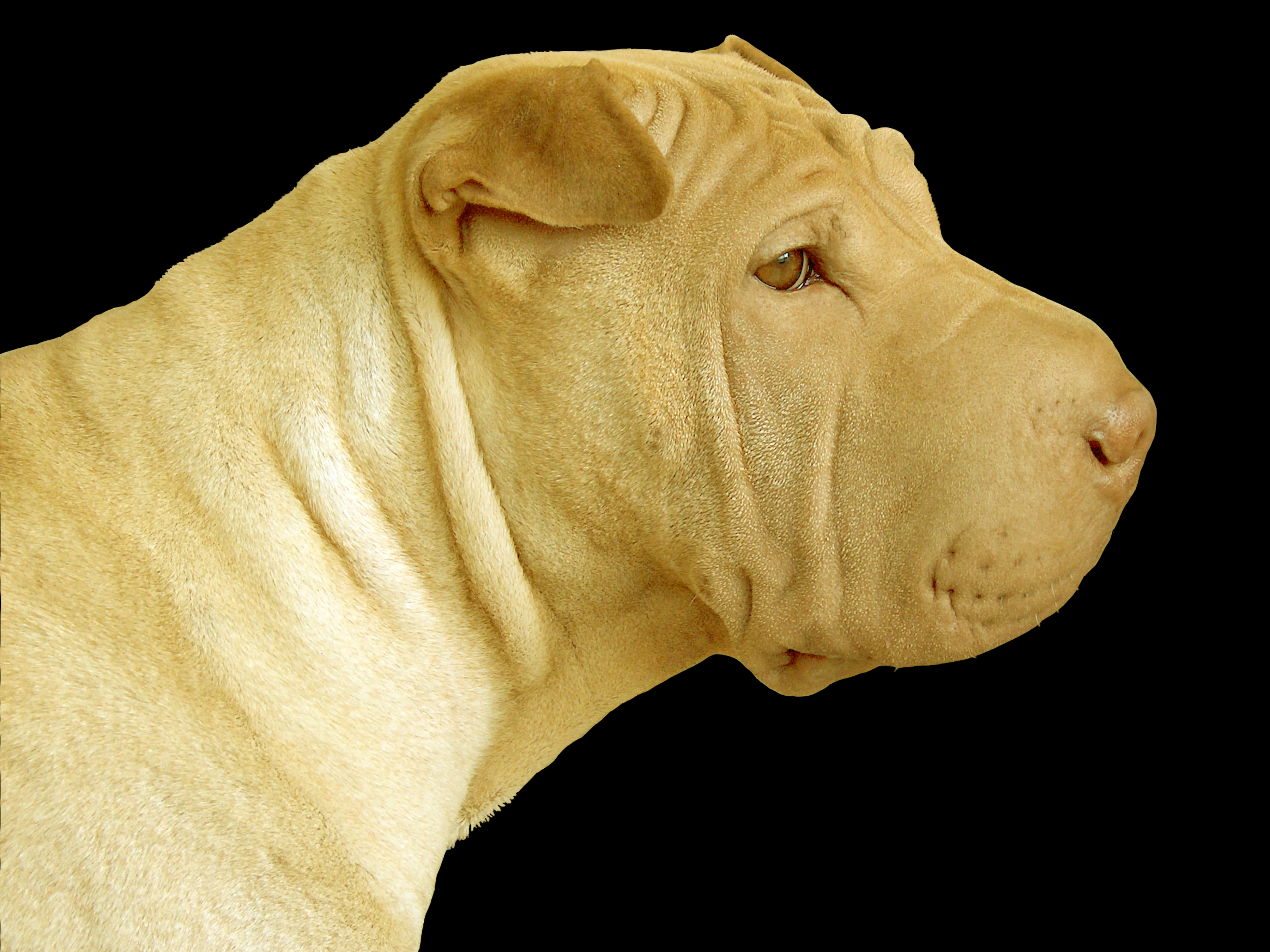

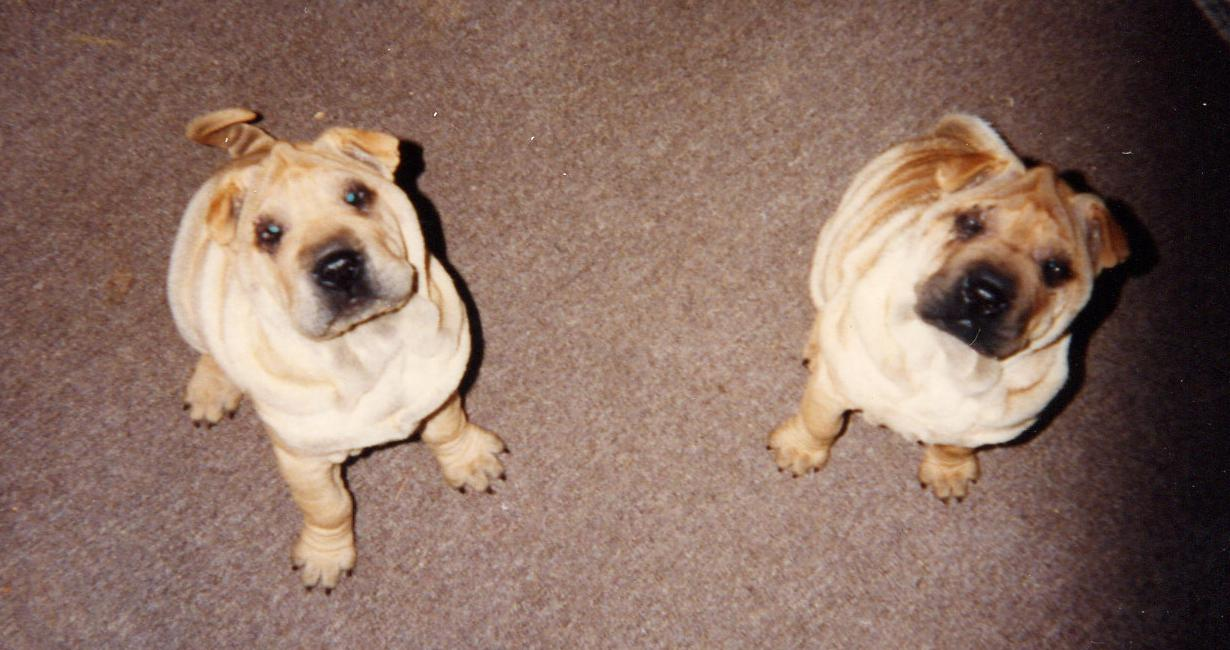

Lo shar pei  è una razza canina di origine cinese riconosciuta dalla FCI (Standard N. 309, Gruppo 2, Sezione 2.1). 
Si tratta di un cane di taglia media, caratterizzato da un eccesso di pelle in gran parte del corpo, in particolare sul cranio, tra gli occhi e in generale a livello del garrese. Il tutto genera le famose rughe che contraddistinguono la razza. Nello standard riconosciuto di shar pei, le rughe non dovrebbero essere eccessive, ma devono presentarsi soprattutto nel cucciolo, mentre tendono a sparire in età adulta. Un altro aspetto caratteristico sono le orecchie piccole.

## Etimologia
Shar pei significa “pelle di sabbia”. Il nome shar pei deriva da due ideogrammi cinesi, 沙 (cant. sa, mand. shā) che significa "sabbia" e 皮 (cant. peih, mand. pí) che significa "pelle", quindi "pelle di sabbia". Non è chiaro se sabbia sia indicativo del colore (infatti quello originale è simile alla sabbia dalle varie tonalità, come il miele) oppure se indichi il tessuto particolare del mantello: se si accarezza il cane contropelo, infatti, sembra di accarezzare la sabbia. 

## Storia
Lo shar pei è una razza canina nata in Cina dove, molto lentamente, si è evoluta fino ad arrivare all'aspetto odierno. La razza è famosa per il suo particolare carattere, adatto a chi cerca un animale affettuoso e giocoso. La sua storia ha inizio attorno al 2000 a.C. con i molossidi giunti in Cina dagli altopiani del Tibet. Le testimonianze vere e proprie dello shar pei le troviamo nei dipinti della dinastia Han, dal 206 a.C. al 220 d.C. È ormai noto che esiste da secoli nelle province cinesi che si affacciano sul mar Cinese meridionale. Questa razza, secondo gli studiosi, si sarebbe evoluta nella zona meridionale della Cina (in Guangdong) dove veniva impiegata dai contadini per la guardia e, solo successivamente, per le lotte tra cani.
Tra il 1300 e il 1600 la Cina visse un periodo turbolento sotto la dinastia Ming, caratterizzata da guerre, fame e carestie, motivo per il quale il cane diventò (insieme ad un'infinità di altri animali) piatto abituale della popolazione. 
Così a Hong Kong cominciò un processo di selezione che salvò la razza dall'estinzione. All'inizio la Federazione Internazionale dubitava della stabilità dei caratteri della razza, perciò si dimostrò titubante nel riconoscere questo cane, ma in seguito ebbe ufficialmente l'ammissione nel registro delle razze riconosciute, anche a causa dell'insistenza dei cinofili americani che l'avevano scoperta. Attualmente è allevato in tutta Europa; ben allevato anche in Italia, ed in altri paesi. 

## Consigli
Lo shar-pei è diventato nel tempo essenzialmente un cane da moda e da guardia. La piccola taglia, l'odore e il manto lo rendono un ottimo compagno, anche se non va dimenticato che alcune patologie specifiche della razza, legate ai caratteri genetici, rendono necessaria un'attenzione costante e la disponibilità a cure spesso impegnative. È anche importante ricordare che gli esemplari portatori di patologie genetiche gravi (per esempio la displasia dell'anca, del ginocchio, l'amiloidosi renale) non devono mai essere riprodotti. Per quanto riguarda l'entropion, la causa ereditaria non è stata definita nello shar-pei, ma è suggerito non far riprodurre i soggetti affetti.

## Carattere
Ha un carattere calmo, stabile e indipendente, che gli permette di stare qualche ora da solo, senza esagerare. Tuttavia è anche un cane allegro e giocherellone, che ama la compagnia in particolare dei suoi cari. È diffidente verso le persone a lui sconosciute, tuttavia è fedelissimo alla famiglia.